# Jukkasjärvi, Lappland
Jukkasjärvi är en sjö i Kiruna kommun i Lappland och ingår i Torneälvens huvudavrinningsområde. Sjön har en area på 13,4 kvadratkilometer och ligger 322 meter över havet. Jukkasjärvi ligger i Torne och Kalix älvsystem Natura 2000-område. Sjön avvattnas av vattendraget Torneälven.

## Delavrinningsområde
Jukkasjärvi ingår i det delavrinningsområde (753425-170511) som SMHI kallar för Utloppet av Jukkasjärvi. Medelhöjden är 347 meter över havet och ytan är 42,25 kvadratkilometer. Räknas de 318 avrinningsområdena uppströms in blir den ackumulerade arean 6 080,3 kvadratkilometer. Avrinningsområdets utflöde Torneälven mynnar i havet. Avrinningsområdet består mestadels av skog (59 procent). Avrinningsområdet har 13,38 kvadratkilometer vattenytor vilket ger det en sjöprocent på 31,7 procent. Bebyggelsen i området täcker en yta av 1,92 kvadratkilometer eller 5 procent av avrinningsområdet.

## Historia
Jukkasjärvi omnämns i gamla skattelängder som Jucku Tresk (?) (1559), Juuchas (1568), Juckas (1576), Juckars (1594) eller Jouckis träsk (1595). Sjön brukades av samer inom den historiska lappbyn Siggevara eller Lullebyn (Nederbyn), som omfattade den östra delen av Jukkasjärvi socken.